# Стешов, Борис Александрович
Борис Александрович Стешов (2 августа 1928 года, г. Богородск Нижегородская область) — советский государственный и партийный деятель.

## Биография
Член ВКП(б) с 1951 года.
Образование высшее. В 1952 году окончил Горьковский политехнический институт имени Жданова. С 1952 года — мастер, главный технолог Севастопольского морского завода имени Серго Орджоникидзе. В 1952-1953 годах — ответственный организатор ЦК ВЛКСМ Севастопольского завода имени Серго Орджоникидзе. В 1954-1955 годах — заместитель секретаря партийного комитета КПУ Севастопольского завода имени Серго Орджоникидзе. В 1955-1956 годах — секретарь, 2-й секретарь Корабельного районного комитета КПУ города Севастополя. В 1956-1957 годах — секретарь партийного комитета КПУ Севастопольского завода имени Серго Орджоникидзе.
В 1957-1960 годах — 1-й секретарь Корабельного районного комитета КПУ города Севастополя; 1-й секретарь Нахимовского районного комитета КПУ города Севастополя. В 1960-1961 годах — 1-й заместитель председателя исполнительного комитета Севастопольского городского совета депутатов трудящихся.
В 1961 — январе 1963 года — секретарь Крымского областного комитета КПУ. 11 января — 26 ноября 1963 г. — 2-й секретарь Крымского промышленного областного комитета КПУ.
В 1963 году назначен заведующим промышленно-транспортного отдела ЦК КП Молдавской ССР и заместителем председателя Бюро ЦК КП Молдавской ССР по руководству промышленностью.
26 декабря 1963 — 16 октября 1977 года — секретарь ЦК КП Молдавской ССР. Одновременно, в 1963-1964 годах — председатель Бюро ЦК КП Молдавской ССР по руководству промышленностью.
С 1977 года — заместитель министра машиностроения для легкой и пищевой промышленности и бытовых приборов СССР.
Затем — на пенсии в городе Москве.

## Награды
- три ордена Трудового Красного Знамени
- орден Октябрьской Революции
- ордена
- медали